# Zeneszerzők listája
Ez a lista az ismertebb zeneszerzők nevét tartalmazza a zenéjük típusától függetlenül (európai és nem európai klasszikus zene, könnyűzene) és korszaktól függetlenül (az ókortól máig).
Lásd még:
- Magyar zeneszerzők listája
- Klasszikus zenei zeneszerzők listája
- Klasszikus zenei zeneszerzők listája korszak szerint
- Könnyűzenei zeneszerzők listája
- Olasz zeneszerzők listája
- Osztrák zeneszerzők listája

| Ábécé szerinti tartalomjegyzék                                                                           |
| --- |
| A, Á B C Cs D Dz Dzs E, É F G Gy H I, Í J K L Ly M N Ny O, Ó Ö, Ő P Q R S Sz T Ty U, Ú Ü, Ű V W X Y Z Zs |

## A
- Michel van der Aa (1970–)
- Evaristo Felice Dall’Abaco (1675–1742), teljes néven Evaristo Felice Dall’Abaco
- Joseph Dall’Abaco(wd) (1710–1805), teljes néven Joseph Marie Clemens Dall’Abaco
- Antonio Maria Abbatini (1595–1679)
- Ludwig Abeille (1761–1838),(wd) teljes néven Johann Christian Ludwig Abeille
- Carl Friedrich Abel (1723–1787)
- Ludwig Abel(wd) (1835–1895), vagy Louis Abel
- Pierre Abélard (1079–1142), vagy Petrus Abaelardus, Abailard, Abailardus
- Nicanor Abelardo(wd) (1893–1934), teljes néven Nicanor Sta. Ana Abelardo
- Johann Joseph Abert(wd) (1832–1915), vagy Jan Josef Abert
- Girolamo Abos(wd) (1715–1760), vagy Geronimo Avos, d'Avossa
- Ábrahám Pál (1892–1960)
- Ábrányi Kornél (1822–1903), eredetileg Eördögh Kornél
- Juan Manuel Abras(wd) (1975–), teljes néven Juan Manuel Abras Contel
- Jean Absil(wd) (1893–1974), teljes néven Jean Nicolas Joseph Absil
- Franz Abt (1819–1885)
- Jean-Baptiste Accolay (vallon származású 1833–1900) (wd)
- Lee Actor (1952–)[1]
- Adolphe Adam (1806–1856), teljes néven Adolphe-Charles Adam
- Adam de la Halle (~1237/50–1285/1306), vagy Adam le Bossu
- Ádám Jenő (1896–1982)[2]
- Mark Adamo(wd) (1962–)
- John Coolidge Adams (1947–)
- John Luther Adams(wd) (1953–)
- Adelburg Ágost lovag (1830–1873)
- Adele (1988–), eredetileg Adele Laurie Blue Adkins
- Adémar de Chabannes (~988–1034), vagy Adhémar, Ademarus Engolismensis, Cabannensis
- Peter Aderhold(wd) (1966–)
- Thomas Adès (1971–)
- Adler György (1789–1862)
- Adler Ignác (~1851–1871)
- Adler Vincent (1826–1871), eredetileg Adler Vince
- Adorján Jenő (1874–1903)
- Emmanuel Adriaenssen(wd) (~1540/55–1604)
- Walther Aeschbacher (1901–1969)
- Aggházy Károly (1855–1918)
- François d’Agincourt (1684–1758)
- Giovanni-Battista Agneletti(wd) (~1656–1673)
- Maria Teresa Agnesi Pinottini(wd) (1720–1795)
- Johan Agrell (~1701–1765/69)
- Alexander Agricola(wd) (~1445/46–1506), eredetileg Alexander Ackerman
- Martin Agricola (1486–1556), eredetileg Sore, Sohr vagy Sorre
- Dionisio Aguado y García(wd) (1784–1849)
- Kalevi Aho(wd) (1949–)[3]
- Gregor Aichinger(wd) (~1564/65–1628)[4]
- Akimoto Jaszusi (1956–)[5]
- Akutagava Jaszusi(wd) (1925–1989)[6]
- David Alagna(wd) (1975–)
- Alain, Jehan(wd) (1911–1940)
- Albéniz, Isaac (1860–1909), spanyol (katalán)
- Albert, Eugen d’ (1864–1932)
- Alberti, Domenico(wd) (1710–1740)
- Albertini, Ignazio(wd) (~1644–1685)
- Albicastro, Henrico(wd) (von Weissenburg) (~1660–~1730), német
- Albinoni, Tomaso (1671–1750)
- Albrechtsberger, Johann Georg (1736–1809), osztrák
- Aldrich, Perley Dunn(wd) (1863–1933)
- Alfvén, Hugo (1872–1960)
- Alkan, Charles Valentin (1813–1888), francia
- Allegri, Gregorio (1582–1652)
- Allen, Paul Hastings(wd) (1883–1952)
- Álvarez-Fernández, Miguel(wd) (1979)
- Alvars, Elias Parish (1808–1849), angol
- Alwyn, William(wd) (1905–1985)
- Amargós, Joan Albert(wd) (1950)
- Amaya, Efraín (1959)
- Ammerbach, Elias Nikolaus(wd) (1530–1597)
- Andrea da Firenze(wd) (?–1415)
- Louis Andriessen(wd) (1939–2021)[7]
- Anerio, Giovanni Francesco(wd) (1567-1630)
- Anfossi, Pasquale (1727–1797)
- Anglebert, Jean-Henri d’(wd) (1628–1691)
- Antheil, George(wd) (1900–1959)
- Andrea Antico(wd) da Montona (~1480–1538),[8] vagy Anticho, Antiquo
- Antoine, Georges(wd) (1892–1918)
- Arcadelt, Jacques(wd) (1504–1567), vagy Jakob Arcadelt
- Archer, Violet(wd) (1913–2000), kanadai
- Arenszkij, Anton Sztyepanovics (1861–1906)
- Argento, Dominick (1927–2019)
- Ariani, Adriano(wd) (1877–1935)
- Arighi, Jacopo Antonio (1704–1797)
- Ariosti, Attilio(wd) (1666-1729)
- Ascione, Patrick(wd) (1953)
- Asistio, Narciso S.
- Armstrong, Louis (1901–1971), amerikai
- Arne, Thomas (1710–1778)
- Arnold, Malcolm(wd) (1921–2006)
- Ashley, Robert(wd) (1930)
- Aston, Hugh (1483–1558)
- Auber, Daniel François Esprit (1782–1871)
- Aubry, René(wd) (1956)
- Auerbach, Lera(wd) (1973)
- Aufschnaiter, Benedikt Anton(wd) (1665–1742), osztrák
- Auric, Georges (1899–1983)
- Azzaiolo, Filippo(wd) (XVI. század)

## B
- Arno Babadzsanjan(wd) (1921–1983)
- Milton Babbitt(wd) (1916–2011), teljes néven Milton Byron Babbitt
- William Babell(wd) (~1689/90–1723), vagy Babel
- Luis Bacalov(wd) (1933–), teljes néven Luis Enríquez Bacalov
- Grażyna Bacewicz (1909–1969)
- August Wilhelm Bach(wd) (1796–1869)
- Carl Philipp Emanuel Bach (1714–1788), vagy a Hamburgi Bach
- Johann Bernhard Bach I (1676–1749), vagy Johann Bernhard Bach der Ältere
- Johann Bernhard Bach II (1700–1743), vagy Johann Bernhard Bach der Jüngere
- Johann Christian Bach (1735–1782), vagy a Londoni vagy Milánói Bach
- Johann Christoph Bach I (1642–1703)
- Johann Christoph Bach III (1671–1721)
- Johann Christoph Friedrich Bach (1732–1795), vagy a Bückeburgi Bach
- Johann Ernst Bach II (1722–1777)
- Johann Ludwig Bach (1677–1731)
- Johann Michael Bach I (1648–1694)
- Johann Sebastian Bach (1685–1750)
- P. D. Q. Bach → Peter Schickele(wd)
- Wilhelm Friedemann Bach (1710–1784)
- Wilhelm Friedrich Ernst Bach (1759–1845)
- Nicolas Bacri(wd) (1961–)
- Angelo Badalamenti (1937–)
- Rosa Giacinta Badalla(wd) (~1660–1710)
- Carlos Baguer(wd) (1768–1808), teljes néven Carlos Baguer i Mariner, franciául Carles
- Bágya András (1911–1992)
- Pierre Baillot (1771–1842), teljes néven Pierre Marie François de Sales Baillot
- William Baines(wd) (1899–1922)
- Bakfark Bálint (1507–1576)
- Leonardo Balada(wd) (1933–), katalánul Lleonard Balada i Ibañez
- Milij Balakirev (1837–1910)
- Claude Balbastre (1724–1799)
- Oğuzhan Balcı(wd) (1977–)
- Adriano Banchieri(wd) (1568–1634)
- Bánkövi Gyula (1966–)
- Emanuele Barbella(wd) (1718–1777)
- Francesco Barbella(wd) (~1692–1732)
- Samuel Barber (1910–1981)
- Melchior de Barberis (1545–1xxx)[9]
- Jeanne Barbey(wd) (1977–)
- Francisco Asenjo Barbieri(wd) (1823–1894)
- Giovanni Bardi(wd) (1534–1612), vagy de' Bardi, dei Bardi
- Bárdos Lajos (1899–1986)
- Woldemar Bargiel(wd) (1828–1897)[10]
- Pēteris Barisons(wd) (1904–1947)[11]
- Christian Barnekow(wd) (1837–1913)[12]
- Leonora Baroni(wd) (1611–1670)
- Elsa Barraine (1910–1999)
- Barraqué, Jean(wd) (1928–1973), francia
- Barsanti, Francesco(wd) (1690-1772)
- Bartók, Béla (1881–1945), magyar
- Angelo Michele Bartolotti(wd) (~16xx–1682)[13]
- Bassano, Giovanni(wd) (~1558–1617)
- Bataille, Gabriel (1574–1630), francia
- Battiato, Franco (1945)
- Battistelli, Giorgio(wd) (1953)
- Bax, Arnold (1883–1953), angol
- Bazzini, Antonio(wd) (1818–1897)
- Beatritz de Dia(wd) (?–1212), provanszál
- Beaubrun, Bruno (1966), francia
- Paweł Bębenek(wd) (1972–)[14]
- Becker, Dietrich(wd) (k. 1623–k. 1679), német
- Bedrossian, Armen(wd) (1972), francia
- Bedrossian, Franck(wd) (1971), francia
- Beeson, Jack(wd) (1921–2010), amerikai
- Beethoven, Ludwig van (1770–1827), német
- Behár György (1914–1995)
- Bélanger, Charles (1974), francia
- Bell, Andy (1964), angol
- Bellini, Vincenzo (1801–1835)
- Beltrami, Marco (1966–), amerikai
- Benda, Franz (1709–1786), cseh
- Benda, Georg Anton (1722–1795), cseh
- Ben Callado, Frans(wd) (1978), kolumbiai-kanadai
- Bendinelli, Cesare(wd) (1542-1617)
- Béranger, Sébastien (1977), francia
- Berg, Alban (1885–1935), osztrák
- Berio, Luciano (1925–2003), olasz
- Bériot, Charles Auguste de (1802–1870), belga
- Berkeley, Sir Lennox (1903–1989)
- Berlin, Irving (1888–1989), amerikai
- Berlioz, Hector (1803–1869), francia
- Bernart de Ventadorn(wd) (fl. 1140–1190), katalán, Bernart de Ventadour
- Bernier, Nicolas(wd) (1664–1734), francia
- Bernstein, Leonard (1918–1990), amerikai
- Berry Chuck (1936–), amerikai
- Bertali, Antonio (1605–1669)
- Berwald, Franz (1796–1868), svéd
- Bettinelli, Bruno (1913–2004)
- Biarent, Adolphe(wd) (1871–1916), belga
- Bibalo, Antonio(wd) (1922–2008), olasz-norvég
- Biber, Heinrich Ignaz Franz von (1644–1704), cseh-osztrák
- Binchois, Gilles(wd) (1400–1460), németalföldi
- Bingen, Hildegard von (1098–1179), német
- Birtwistle, Harrison(wd) (1934)
- Bishop, Henry Rowley (1782–1855), angol
- Bizet, Georges (1838–1875), francia
- Blacher, Boris(wd) (1903–1975)
- Blanchard, Terence (1962)
- Blavet, Michel (1700–1768), francia
- Blet, Stéphane(wd) (1969), francia
- Bleuse, Marc(wd), francia
- Blitzstein, Marc(wd) (1905–1964)
- Bloch, Ernest (1880–1959), svéd-amerikai
- Blow, John (1649–1708), angol
- Boccherini, Luigi (1743–1805)
- Bochsa, Nicolas-Charles (1789–1856), francia
- Böhm, Georg (1661–1733), német
- Boieldieu, François (1775–1834), francia
- Boismortier, Joseph Bodin de (1689–1755), francia
- Boëllmann, Léon(wd) (1862–1897), francia (elzászi)
- Boësset, Antoine(wd) (1586–1643), francia
- Bolton, Michael (1953–), amerikai
- Bonis, Mélanie (1858–1937), francia
- Bononcini, Giovanni Battista(wd) (1670–1747)
- Bonporti, Francesco Antonio(wd) (1672–1749)
- Borogyin, Alekszandr (1833–1887), orosz
- Bortnyanszkij, Dmitrij Sztyepanovics (1751–1825), ukrán
- Bossi, Marco Enrico (1861–1925)
- Bottesini, Giovanni(wd) (1821–1889)
- Boucourechliev, André(wd) (1925–1998), bolgár-francia
- Boudreau, Walter(wd) (1947), kanadai
- Boulanger, Lili(wd) (1893–1918), francia
- Boulanger, Nadia (1887–1979), francia
- Boulez, Pierre (1925–2016), francia
- Bouliane, Denys(wd) (1955), kanadai
- Boutonnat, Laurent(wd) (1961), francia
- Boutry, Roger(wd) (1932), francia
- Bovicelli, Giovanni Battista(wd) (1550-~1594)
- Bowie, David (1947), angol
- Boyce, William(wd) (1711–1779), angol
- Boyvin, Jacques(wd) (1649–1706), francia
- Bradley, Scott (1891–1977), amerikai
- Brahms, Johannes (1833–1897), német
- Brenet, Thérèse(wd) (1935), francia
- Brégent, Michel-Georges(wd) (1948–1993), kanadai
- Brescianello, Giuseppe Antonio(wd) (1690–1758)
- Brian, Havergal(wd) (1876–1972), angol
- Bridge, Frank (1879–1941), angol
- Britten, Benjamin (1913–1976), angol
- Brixi, František(wd) (1732–1771), cseh
- Brod, Henri(wd) (1799-1839), francia
- Brott, Alexander(wd) (1915-2005), kanadai
- Brouwer, Leo(wd) (1939), kubai
- Brubeck, Dave (1920), amerikai
- Bruch, Max (1838–1920), német
- Bruckner, Anton (1824–1896), osztrák
- Bruhns, Nicolaus(wd) (1665–1697), dán-német
- Brumel, Antoine(wd) (1460–1520), francia
- Brunetti, Gaetano(wd) (1744-1798)
- Budd, Harold(wd) (1936), amerikai
- Buffardin, Pierre-Gabriel(wd) (1690–1768), francia
- Buhr, Glen (1954), kanadai
- Burghauser, Jarmil(wd) (1921–1997), cseh
- Burgmüller, Norbert (1810–1836), német
- Busnois, Antoine(wd) (1430–1492), németalföldi
- Busoni, Ferruccio (1866–1924), olasz
- Busto Javier(wd) (1949), spanyol
- Buus, Jacques(wd) (~1500–1565), németalföldi
- Buxtehude, Dietrich (1637–1707), dán-német
- Byrd, William (1543–1623), angol

## C
- Joan Bautista Josep Cabanilles(wd) (1644–1712), spanyolul Juan Bautista José Cabanilles
- Antonio de Cabezón(wd) (1510–1566)
- Luigi Caccavajo (1825–1910)[15]
- Roberto Cacciapaglia(wd) (1953–)
- Francesca Caccini (1587–1640)
- Giulio Caccini (1551–1618)
- Settimia Caccini(wd) (~1591–1638)
- Pasquale Cafaro(wd) (1715–1787), vagy Caffaro
- John Cage (1912–1992), teljes néven John Milton Cage Jr.
- Antonio Caldara (~1670/71–1736)
- Ronald Caltabiano(wd) (1959–)
- Sethus Calvisius (1556–1615), eredetileg Seth Kalwitz
- Robert Cambert(wd) (~1627/28–1677)
- Giuseppe Cambini(wd) (1746–181x/25), teljes néven Giuseppe Maria Gioacchino Cambini
- Perissone Cambio(wd) (~1520–1562)
- Charles Camilleri(wd) (1931–2009)
- Bartolomeo Campagnoli(wd) (1751–1827)
- Fabio Campana(wd) (1819–1882)
- André Campra (1660–1744)
- Cornelius Canis(wd) (~1500/1510–1561/62), vagy Cornelius Canisius, de Hondt, d’Hondt
- Christian Cannabich(wd) (1731–1798), teljes néven Johann Christian Innocenz Bonaventura Cannabich
- Joseph Canteloube(wd) (1879–1957), teljes néven Marie-Joseph Canteloube de Malaret
- Jules Cantin (1874–1956)[16]
- Pierre Capdevielle(wd) (1906–1969)
- Constança Capdeville(wd) (1937–1992)
- Vincenzo Capirola(wd) (~1474–1548)
- André Caplet(wd) (1878–1925)
- Filippo Capocci(wd) (1840–1911)
- Samuel Friedrich Capricornus(wd) (1628–1665), eredetileg Samuel Friedrich Bockshorn
- Antonio Caprioli (~1425–1475),[17] vagy Capriolo, Antonius Capreolus Brixiensis
- Giovanni Paolo Capriolo(wd) (~1580–1627), vagy Caprioli
- Marchetto Cara(wd) (~1465/70–1525)
- Giovanni Stefano Carbonelli(wd) (~1690/91–1772)
- Bartomeu Càrceres(wd) (fl. 1546)
- Manuel Cardoso(wd) (1566–1650)
- Cristoforo Caresana(wd) (~1640–1709), vagy Cristofaro
- Mariah Carey (1970–)
- Giacomo Carissimi (1605–1674)
- Roberto Carnevale(wd) (1966–)
- Ramon Carnicer i Batlle(wd) (1789–1855)
- Alain Caron(wd) (1955–)
- Edwin Carr(wd) (1926–2003)[18]
- Maurício Carrilho(wd) (1957–)[19]
- Julián Carrillo(wd) (1875–1965)[20] vagy Julián Carrillo Trujillo
- Antonio Casimir Cartellieri(wd) (1772–1807)[21]
- Elliott Carter(wd) (1908–2012)
- Carubelli, Pietro Francesco (1556-1611)
- Carulli, Ferdinando(wd) (1770–1841)
- Casadesus, Robert(wd) (1899–1972)
- Casciolini, Claudio(wd) (1697-1760)
- Cassagneau, Thierry (1967-)
- Castello, Dario(wd) (1590–1640)
- Castelnuovo-Tedesco, Mario(wd) (1895–1968)
- Castérède, Jacques(wd) (1926-2014)
- Castrucci, Pietro(wd) (1679-1751)
- Catalani, Alfredo (1854–1893)
- Catoire, Georgy(wd) (1861–1926), francia-orosz
- Caurroy, Eustache du (1549–1609)
- Cavalli, Francesco (1602–1676)
- Cazzati, Maurizio(wd) (1616-1678)
- Cecere, Carlo(wd) (1706–1761)
- Chabrier, Emmanuel (1841–1894)
- Chaminade, Cécile(wd) (1857–1944)
- Champagne, Claude(wd) (1891–1965)
- Chancelier, Philippe le (1165–1236)
- Charpentier, Gustave (1860–1956)
- Charpentier, Marc-Antoine (1634–1704)
- Chaumont, Lambert(wd) (1640–1712)
- Chausson, Ernest (1855–1899)
- Chávez, Carlos (1899–1978)
- Charles Chaynes(wd) (1925–2016)
- Cherubini, Luigi (1760–1842)
- Chion, Michel(wd) (1947-)
- Chopin, Frédéric (1810–1849), lengyel
- Ciardi, Cesare(wd) (1818–1877)
- Ciconia, Johannes(wd) (1335–1411)
- Cilea, Francesco (1866-1950)
- Cimarosa, Domenico (1749–1801)
- Cimoso, Domenico (1780-1850)
- Cirri, Giovanni Battista(wd) (1724–1808)
- Clarke, Jeremiah (1674–1707)
- Clarke, Vince (1960-)
- Claesen, Ludo(wd) (1956-)
- Clemens (non Papa), Jacob(wd) (1510–1556), németalföldi (flamand)
- Clementi, Aldo(wd) (1925-2011)
- Clementi, Muzio (1752–1832)
- Clérambault, Louis Nicolas(wd) (1676–1749)
- Carlo Coccia(wd) (1782–1873)[22]
- Coleman, Ornette (1930-)
- Coltrane, John (1926–1967)
- Compère, Loyset(wd) (1445–1518)
- Conon de Béthune(wd) (1160 k. – 1220 k.)
- Contant, Alexis(wd) (1858–1918)
- Copland, Aaron (1900–1990)
- Corbetta, Francesco(wd) (~1615-1681)
- Corelli, Arcangelo (1653–1713)
- Cornelius, Peter (1824–1874)
- Corrette, Gaspard(wd) (k. 1670–k. 1733)
- Corrette, Michel(wd) (1709–1795)
- Costeley, Guillaume(wd) (1530–1606)
- Coulthard, Jean(wd) (1908–2000)
- Couperin, Louis (1626–1661)
- Couperin, François (1668–1733), francia
- Couture, Guillaume(wd) (1851–1915)
- Cowell, Henry(wd) (1897–1965)
- Cozzolani, Chiara Margarita(wd) [1602–1676/1678)
- Cras, Jean (1879–1932)
- Croce, Giovanni(wd) (1557–1609)
- Croft, William(wd) (1678–1727)
- Crüger, Johann (1598–1662)
- Crumb, George(wd) (1929-)
- Cserepnyin, Alekszandr Nyikolajevics(wd) (1899–1977)
- Cserepnyin, Nyikolaj Nyikolajevics(wd) (1873–1945)
- Bill Cunliffe amerikai (1956–)
- Czerny, Carl (1791–1857)
- Cziffra György (zongoraművész) (1921–1994)[23]

## Cs
- Csajkovszkij, Borisz Alekszandrovics(wd) (1925–1996)
- Csajkovszkij, Pjotr Iljics (1840–1893)

## D
- Jean Daetwyler(wd) (1907–1994)
- Luigi Dallapiccola (1904–1975)
- Joan Ambrosio Dalza(wd) (14xx–1508)
- Jean-Michel Damase(wd) (1928–2013)
- Didier van Damme(wd) (1929–)
- Marc-Antoine marquis de Dampierre(wd) (1676–1756)
- Charles Dancla(wd) (1817–1907), teljes néven Jean Baptiste Charles Dancla
- Jean-François Dandrieu (1682–1738), vagy d’Andrieu
- Jean-Yves Daniel-Lesur(wd) (1908–2002)
- Franz Danzi(wd) (1763–1826), teljes néven Franz Ignaz Danzi
- Yves Daoust (1946–)
- Louis-Claude Daquin (1694–1772), vagy d’Acquin
- Antoine Dard(wd) (1715–1784)
- Dargay Marcell (1980–)
- Alekszandr Dargomizsszkij (1813–1869)
- Daróci Bárdos Tamás (1931–)
- Jacques Datin(wd) (1920–1973)
- Louis François Dauprat(wd) (1781–1868)
- Antoine Dauvergne(wd) (1713–1797), vagy d’Auvergne
- Jean-Marc Dauvergne[24]
- Félicien David(wd) (1810–1876), teljes néven Félicien-César David
- Karl Davidov(wd) (1838–1889), teljes néven Karl Juljevics Davidov
- Walford Davies(wd) (1869–1941), teljes néven Sir Henry Walford Davies
- Peter Maxwell Davies(wd) (1934–2016)
- Miles Davis (1926–1991)
- Claude Debussy (1862–1918)[25]
- René Defossez(wd) (1905–1988)
- Jack DeJohnette (1942–)
- Delalande → de Lalande(wd)
- Jacques Delécluse(wd) (1933–2015)
- Georges Delerue (1925–1992)
- Léo Delibes (1836–1891)
- Frederick Delius (1862–1934)
- Chris Dell (1956–)[26]
- Johann Christoph Demantius(wd) (1567–1643)
- Joseph Gottlieb Dente(wd) (1838–1905)
- Richard Dering(wd) (~1580–1630), vagy Deering, Dearing, Diringus
- Henry Desmarest(wd) (1661–1741), vagy Henri Desmarets
- Paul Desmond (1924–1977)
- Alexandre Desplat (1961–)[27]
- Antoine Dessane(wd) (1826–1873)[28]
- Józef Deszczyński (1781–1844)[29]
- François Devienne(wd) (1759–1803)[30]
- Francis Dhomont(wd) (1926–)[31]
- Anton Diabelli (1781–1858)
- Otto Dienel(wd) (1839–1905)
- Dieupart, Charles(wd) (1667–1740)
- Dimitrescu, Constantin(wd) (1847–1928)
- Dion, Denis (1957)
- Dittersdorf, Karl Ditters von (1739–1799)
- Dobiáš, Václav(wd) (1909–1978)
- Dohnányi Ernő (1877–1960)
- Dolphy, Eric (1928-1964)
- Donaldson, Lou (1926-)
- Donato, Baldassare(wd) (1525/1530–1603)
- Donatoni, Franco(wd) (1927–2000)
- Donizetti, Gaetano (1797–1848)
- Doret, Gustave(wd) (1866–1943)
- Dorham, Kenny (1924-1972)
- Dornel, Louis-Antoine(wd) (1685–1765)
- Dowland, John (1562–1626)
- Dubourg, Matthew(wd) (1707–1767)
- Dufay, Guillaume (1400–1474)
- Dufour, Denis(wd) (1953)
- Dufourt, Hugues(wd) (1943)
- Dukas, Paul (1865–1935)
- Du Mage, Pierre(wd) (1674–1751)
- Dunajevszkij, Iszaak Oszipovics (1900–1955)
- Dunstable, John (1380–1453)
- Duphly, Jacques(wd) (1715-1789)
- Dupré, Marcel (1886–1971)
- Dupré, Régis (1950)
- Durante, Francesco (1684–1755)
- Durey, Louis (1888–1979)
- Durand, Joël-François(wd) (1954)
- Durkó Zsolt (1934–1997)[32]
- Sebastián Durón(wd) (1660–1716)[33]
- Duruflé, Maurice (1902–1986)
- Dusapin, Pascal(wd) (1955-)
- Dussek, Jan (1760–1812)
- Dutilleux, Henri (1916-2013)
- Dvořák, Antonín (1841–1904)

## E
- Anton Eberl(wd) (1765–1807), teljes néven Anton Franz Josef Eberl
- Johann Ernst Eberlin(wd) (1702–1762)
- Henry Eccles(wd) (1670–1742), vagy Henri
- John Eccles(wd) (1668–1735),
- Sophie-Carmen Eckhardt-Gramatté(wd) (1899–1974), eredetileg Szofja Fridman-Kocsevszkaja
- Jean-Frédéric Edelmann(wd) (1749–1794),[34] vagy Johann Friedrich Edelmann
- Joachim Nicolas Eggert(wd) (1779–1813)
- Werner Egk(wd) (1901–1983), eredetileg Werner Joseph Mayer
- Egressy Béni (1814–1851), eredetileg Galambos Benjámin
- Eisemann Mihály (1898–1966)
- Ernst Eichner(wd) (1740–1777), teljes néven Ernst Dietrich Adolph Eichner
- Jan Albert van Eijken(wd) (1823–1868)
- Herbert Eimert(wd) (1897–1972)
- Gottfried von Einem(wd) (1918–1996)
- Hanns Eisler (1898–1962)
- Bechara El-Khoury(wd) (1957–)
- Edward Elgar (1857–1934), teljes néven Sir Edward William Elgar, 1st Baronet
- Heino Eller(wd) (1887–1970)[35]
- Catharinus Elling(wd) (1858–1942)
- Duke Ellington (1899–1974), eredetileg Edward Kennedy Ellington
- Stéphan Elmas(wd) (1862–1937)
- Jean-Claude Éloy(wd) (1938–)
- Joseph Elsner(wd) (1769–1854), teljes néven Joseph Anton Franz Xaver Elsner, vagy Józef
- Juan del Encina (~1468–1529/30),[36] vagy del Enzina, de Fermoselle
- George Enescu (1881–1955), franciául Georges Enesco
- Einar Englund (1916–1999)
- Brian Eno (1948–)
- Eötvös Péter (1944–2024)
- Christian Erbach(wd) (~1568/73–1635)
- Francesco Eredi(wd) (~1575/81–1629/35),[37] vagy Heredi
- Erkel Ferenc (1810–1893)
- Frédéric Alfred d’Erlanger(wd) (1868–1943)
- Philipp Heinrich Erlebach(wd) (1657–1714)
- Gustav Ernesaks(wd) (1908–1993)
- II. Ernő szász–coburg–gothai herceg (1818–1893)
- Heinrich Wilhelm Ernst (1812–1865)
- Nicolas Errèra(wd) (1967–)
- Ahmet Ertegün (1923–2006)
- Thierry Escaich (1965–)
- María Luisa Escobar(wd) (1903–1985), teljes néven María Luisa González Gragirena de Escobar
- Francisco Escudero(wd) (1912–2002), teljes néven Francisco Escudero Garcia de Goizueta
- Miguel Hilarión Eslava(wd) (1807–1878)
- Andrej Jakovlevics Espaj(wd) (1925–2015)[38]
- Michele Esposito(wd) (1855–1929)[39]
- Esterházy Pál gróf (1635–1713)[40]
- João Rodrigues Esteves(wd) (~1700–1751)[41]
- José Evangelista(wd) (1943–2023)
- Evans, Bill
- Evans, Gil (1912–1988)
- Even, Pierre(wd) (1946–)

## F
- Martinus Fabri(wd) (13xx–1400)
- Ernst Fabritius(wd) (1842–1899),[42] teljes néven Ernst Fredrik Fabritius
- Giacomo Facco(wd) (1676–1753)
- Michelangelo Faggioli(wd) (1666–1733)
- Nicola Fago (1677–1745), teljes néven Francesco Nicola Fago (il Tarantino)
- Hans Fährmann (1860–1940)
- Adam Falckenhagen(wd) (~1697–1754/61)
- Andrea Falconieri(wd) (~1585/86–1656), vagy Falconiero
- Felix Falkner(wd) (1964–)
- Manuel de Falla (1876–1946),[43] teljes néven Manuel de Falla y Matheu
- Michelangelo Falvetti(wd) (1642–1692)
- Ernest Fanelli(wd) (1860–1917)
- Girolamo Fantini(wd) (1600–1675)
- Faragó Béla (1961–)
- Carlo Farina(wd) (~1600–1639)
- Farkas Ferenc (1905–2000)
- Giles Farnaby(wd) (~1563–1640)
- Richard Farnaby(wd) (~1594–1623)[44]
- Louise Farrenc(wd) (1804–1875), eredetileg Jeanne-Louise Dumont
- Johann Friedrich Fasch(wd) (1688–1758)
- Francesco Fasoli (1665–1712),[45] vagy Fazzoli
- Fassang László (1973–)
- Gabriel Fauré (1845–1924)
- Robert Fayrfax (1464–1521)
- David Fedov (1915–1984)[46]
- Szamuil Fejnberg(wd) (1890–1962)
- Morton Feldman(wd) (1926–1987)[47]
- Johann Georg Feldmayr (1756–1834),[48] vagy Feldmayer, Feldmair
- Fedele Fenaroli(wd) (1730–1818)
- Fényes Szabolcs (1912–1986)
- Francesco Feo(wd) (1691–1761)
- Giuseppe Ferlendis(wd) (1755–1810), vagy Berlendis
- Eric Ferling(wd) (1733–1808)
- Gaspar Fernandes(wd) (1566–1629), spanyolul Fernández
- Brian Ferneyhough(wd) (1943–)
- John Fernström(wd) (1897–1961)
- Alfonso Ferrabosco l’Anziano(wd) (1543–1588), avagy idősebb Alfonso Ferrabosco
- Giovanni Battista Ferrandini(wd) (~1710–1791)
- Benedetto Ferrari(wd) (~1603–1681)
- Pietro Ferrario(wd) (1967–)
- Léo Ferré (1916–1993)
- Marco Antonio Ferro(wd) (~1600–1662)[49]
- Friedrich Ernst Fesca(wd) (1789–1826)[50]
- Willem de Fesch(wd) (1687–1761)[51]
- Costanzo Festa(wd) (~1485/90–1545)[52]
- Sebastiano Festa(wd) (~1490/95–1524)
- François-Joseph Fétis (1784–1871)
- Février, Henry(wd) (1875–1957)
- Fibich, Zdenĕk (1850–1900)
- Field, John (1782–[[1837)
- Fils, Anton(wd) (1733–1760)
- Giacomo Finetti(wd) (~1605–1631)[53]
- Finzi Gerald(wd) (1901–1956)
- Fiocco, Joseph-Hector(wd) (1703–1741)
- Fiorenza, Nicola(wd) (1700 után-1764)
- Fischer, Johann Caspar Ferdinand(wd) (1656–1756)
- Le Flem, Paul(wd) (1881–1984)
- Fontana, Giovanni Battista(wd) (~1589-1630)
- Fortner, Wolfgang(wd) (1907–1987)
- Françaix, Jean (1912–1997)
- Franceschini, Petronio(wd) (1651–1680)
- Franck, César (1822–1890)
- II. Frigyes porosz király (1712–1786), avagy Nagy Frigyes
- Freedman, Harry(wd) (1922–2005)
- Frescobaldi, Girolamo (1583–1643)
- Froberger, Johann Jakob(wd) (1616–1667)
- Fry, William Henry(wd) (1813–1864)
- Furchheim, Johann Wilhelm(wd) (1635–1682)
- Furtwängler, Wilhelm (1886–1954)
- Fux, Johann Joseph (1660–1741)

## H
- Johannes Haarklou (1847–1925)
- Alois Hába (1893–1973)
- Carolus Hacquart(wd) (~1640–1686), eredetileg Carel Hacquart
- Aram Hacsaturján (1903–1978), teljes néven Aram Iljics Hacsaturján
- Johann Christian Friedrich Hæffner(wd) (1759–1833)
- Bernhard Joachim Hagen(wd) (1720–1787), vagy Joachim Bernhard Hagen
- Reynaldo Hahn(wd) (~1874/75–1947)
- Adolphus Hailstork(wd) (1941–), teljes néven Adolphus Cunningham Hailstork III'
- Paul Hainlein(wd) (1626–1686)
- Naji Hakim(wd) (1955–), teljes néven Naji Subhy Paul Irénée Hakim
- Jacques Fromental Halévy (1799–1862)
- Cristóbal Halffter(wd) (1930–), teljes néven Cristóbal Halffter Jiménez-Encina
- Andreas Hallén(wd) (1846–1925), teljes néven Johan Andreas Hallén
- Hilding Hallnäs(wd) (1903–1984)
- Johan Halvorsen (1864–1935), teljes néven Johan August Halvorsen
- Asger Hamerik(wd) (1843–1923), vagy Hammerich
- Franz Xaver Hammer(wd) (1741–1817) vagy Marteau
- Herbie Hancock (1940–)
- Georg Friedrich Händel (1685–1759), angolul George Frideric Handel, Frederick
- Ilmari Hannikainen(wd) (1892–1955), teljes néven Toivo Ilmari Hannikainen
- Howard Hanson (1896–1981)
- Jan Hanuš(wd) (1915–2004)
- Kryštof Harant(wd) (1564–1621), teljes néven Kryštof Harant z Polžic a Bezdružic
- John Harbison(wd) (1938–)
- Harmat Artúr (1885–1962), eredetileg Hubacsek
- James Harris (1959–)
- Roy Harris (1898–1979)
- Sir William Henry Harris(wd) (1883–1973)
- Lou Harrison (1917–2003)
- Célestin Harst (1698–1778)
- Emil Hartmann (1836–1898)
- Johan Peter Emilius Hartmann (1805–1900)
- Karl Amadeus Hartmann (1905–1963)
- Sir Hamilton Harty(wd) (1879–1941)
- Jonathan Harvey(wd) (1939–2012)
- Richard Harvey(wd) (1953–)
- Johann Adolph Hasse (1699–1783)
- Alphonse Hasselmans(wd) (1845–1912)
- Hans Leo Hassler (1564–1612), vagy Haßler, Hasler von Roseneck
- Johann Wilhelm Hässler(wd) (1747–1822), vagy Häßler
- Josef Matthias Hauer(wd) (1883–1959)[65]
- Siegmund von Hausegger (1872–1948)[66]
- Fritz Hauser(wd) (1953–)[67]
- Joseph Haydn (1732–1809), teljes néven Franz Joseph Haydn
- Michael Haydn (1737–1806)
- Anton Heiller (1923–1979)
- Heinichen, Johann David(wd) (1683–1729)
- Pieter Hellendaal(wd) (1721–1799)[68]
- Henderson, Joe
- Luis Venegas de Henestrosa(wd) (~1510–1570)[69]
- Henry, Pierre(wd) (1927–2017)
- Henze, Hans Werner(wd) (1926–2012)
- Hétu, Jacques(wd) (1938–2010)
- Hildegard von Bingen (1098–1179)
- Ferdinand Hiller (1811–1885)[70]
- Hiller, Johann Adam (1728–1804)
- Hindemith, Paul (1895–1963)
- Hoffmann, Ernst Theodor Amadeus (1776–1822)
- Hoffmeister, Franz Anton(wd) (1754–1812)
- Holst, Gustav (1874–1934)
- Honegger, Arthur (1892–1955)
- Hovhaness, Alan(wd) (1911–2000)
- Hrennyikov, Tihon Nyikolajevics(wd) (1913–)
- Hsziao Taj-csian(wd) (1938–2015),[71] angolul Tyzen Hsiao
- Hubay Jenő (1858–1937)
- Huber, Klaus(wd) (1924–2017)
- Hummel, Johann Nepomuk (1778–1837)
- Humperdinck, Engelbert (1854–1921)
- Huszka Jenő (1875–1960)

## I
- Jacques Ibert (1890–1962), teljes néven Jacques François Antoine Ibert
- Ifukube Akira(wd) (1914–2006)
- Airat Ichmouratov (1973)
- Illés Lajos (1942–2007)
- Artur Immisch(wd) (1902–1949)
- Paulus Immler(wd) (1716–1777)
- Sigismondo d’India (1580–1629)
- Vincent d’Indy (1851–1931),[72] teljes néven Paul Marie Théodore Vincent d’Indy
- Marc’Antonio Ingegneri(wd) (~1535/47–1592), vagy Ingegnieri, Ingignieri, Ingignero, Inzegneri
- John Ireland (1879–1962), teljes néven John Nicholson Ireland
- Heinrich Isaac(wd) (1450–1517)
- Andrés Isasi(wd) (1890–1940),[73] teljes néven Andrés Isasi y Linares
- Nicolas Isouard(wd) (1775–1818), olaszul Nicolò Isouard
- Istvánffy Benedek (1733–1778)
- Anatolij Ivanov (1934–2012)
- Jānis Ivanovs(wd) (1906–1983)[74]
- Charles Ives (1874–1954)
- Iwasaki Fuminori(wd)[75]
- Iwasaki Motoyoshi(wd) (1962–)
- Iwasaki Taku(wd) (1968–)
- Iwasaki Yasunori(wd) (1960–)
- I. Izabella kasztíliai királynő (1451–1504), spanyolul Isabel I de Castilla, Isabel la Católica

## J
- Giuseppe Maria Jacchini(wd) (1667–1727)
- Michael Jackson (1958–2009)
- Jacobi Viktor (1883–1921)
- Élisabeth Jacquet de La Guerre (1665–1729)
- Salomon Jadassohn(wd) (1831–1902)
- Hyacinthe Jadin(wd) (1776–1800)
- Louis-Emmanuel Jadin(wd) (1768–1853), vagy Louis Emmanuel Jadin
- Marie Jaëll(wd) (1846–1925), teljes néven Marie Trautmann Jaëll
- Yann Jaffrennou (1952–)[76]
- Leoš Janáček (1854–1928)
- Clément Janequin (1485–1558), vagy Jannequin, Jenequin
- Émile Jaques-Dalcroze (1865–1950)
- Alan Jardine (1942–)
- Jean-Michel Jarre (1948–)
- Maurice Jarre (1924–2009), teljes néven Maurice Alexis Jarre
- Adam Jarzębski(wd) (~1590–1649)
- Philip Jeck(wd) (1952–)[77]
- Johannes Jeep(wd) (1582–1644)
- Simon Jeffes(wd) (1949–1997)
- Jeney Zoltán (1943–)
- Karl Jenkins(wd) (1944–), teljes néven Sir Karl William Pamp Jenkins
- Wilhelm Jeral (1861–1935)[78]
- Claude Le Jeune (~1528/30–1600)
- František Jiránek (1698–1778)[79]
- Joachim József (1831–1907)
- Otto Joachim(wd) (1910–2010)
- John of Fornsete (~1xxx–1238/39)[80]
- Sir Elton John (1947–)
- Hinrich Philip Johnsen(wd) (1717–1779), vagy Henrik Philip Johnsen
- J. J. Johnson (1924–2001), amerikai, eredetileg James Louis Johnson
- John Johnson(wd) (~1545–1594)
- Robert Johnson(wd) (~1583–1633/34)
- Betsy Jolas(wd) (1926–)
- André Jolivet (1905–1974)
- Suzanne Joly(wd) (1914–2012)
- Niccolò Jommelli(wd) (1714–1774)
- Elvin Jones (1927–2004)
- Hank Jones (1918–2010)
- Richard Jones(wd) (16xx–1744)
- Joseph Jongen(wd) (1873–1953)
- Léon Jongen(wd) (1884–1969)
- Scott Joplin (1868–1917)[81]
- Sverre Jordan(wd) (1889–1972)[82]
- Bradley Joseph(wd) (1965–)[83]
- Josquin des Prez (~1450–1521)
- Maurice Journeau(wd) (1898–1999)[84]
- Gilles Jullien(wd) (~1651/53–1703)
- Jullien, Louis-Antoine(wd) (1812–1860)

## K
- Dmitrij Kabalevszkij (1904–1987), teljes néven Dmitrij Boriszovics Kabalevszkij
- Miloslav Kabeláč(wd) (1908–1979)[85]
- Kadzsiura Juki (1965–), angolul Yuki Kajiura
- Mauricio Kagel(wd) (1931–2008), teljes néven Mauricio Raúl Kagel
- Kájoni János (~1629–1687)
- Vaszilij Kalinnyikov (1866–1901), teljes néven Vaszilij Szergejevics Kalinnyikov
- Friedrich Kalkbrenner(wd) (1785–1849), teljes néven Friedrich Wilhelm Michael Kalkbrenner
- Wenzel Kallick (1xxx–1767)[86]
- Johann Wenzel Kalliwoda(wd) (1801–1866), vagy Jan Křtitel Václav Kalivoda
- Edvin Kallstenius(wd) (1881–1967)
- Charles Kálmán(wd) (1929–2015), vagy Charles Kalman, Karl Emmerich Kalman
- Kálmán Imre (1882–1953), eredetileg Kopstein
- Shigeru Kan-no(wd) (1959–)
- Giya Kancheli(wd) (1935–)
- Kanno Jóko (1964–)
- Giovanni Girolamo Kapsperger(wd) (~1580–1651), németül Johannes Hieronymus Kapsberger
- Nyikolaj Kapusztyin (1937–), teljes néven Nyikolaj Grigorjevics Kapusztyin
- Karai József (1927–2013)
- Sigfrid Karg-Elert (1877–1933), eredetileg Siegfried Theodor Karg
- Mieczysław Karłowicz(wd) (1876–1909)
- Pavel Karmanov(wd) (1970–)
- Pávlosz Karrér(wd) (1829–1896)[87]
- Katakura Mikiya(wd)
- Cyprien Katsaris(wd) (1951–)[88]
- Rudolf Kattnigg(wd) (1895–1955)
- Kavai Kendzsi (1957–)
- Kazacsay Tibor (1892–1977)[89]
- Nigel Keay(wd) (1955–), új-zélandi
- Reinhard Keiser(wd) (1674–1739)
- Kéler Béla (1820–1882), németül Adalbert Paul von Kéler
- Frederick Septimus Kelly(wd) (1881–1916)
- Nicolaus à Kempis(wd) (~1600–1676), vagy Nicolaes
- Callum Kenmuir (1945–)[90]
- Kerényi György (1902–1986)
- Jacobus de Kerle(wd) (~1531/32–1591)
- Johann Caspar von Kerll (1627–1693), vagy Hanß Caspar, Kerll, Kerl, Kherl, Kerle, Gherl
- Kersch Ferenc (1853–1910)
- Albert Ketèlbey(wd) (1875–1959)
- Isfried Kettner (1756–1820)[91]
- Friedrich Kiel(wd) (1821–1885)
- B. B. King (1925–2015)
- Reginald King (1904–1991)[92]
- Király László (1954–)[93]
- Leon Kirchner(wd) (1919–2009)[94]
- Nicolae Kirculescu(wd) (1903–1985)
- Johann Kirnberger(wd) (1721–1783)
- Kjui, Cezar Antonovics (1835–1918), orosz
- Klein, Gideon(wd) (1919–1945)
- Kodály Zoltán (1882–1967) magyar
- Koechlin, Charles(wd) (1867–1950)
- Korngold, Erich Wolfgang(wd) (1897–1957)
- Kreisler, Fritz (1875–1962)
- Křenek, Ernst (1900–1991)
- Krommer, Franz(wd) (1759–1831)
- Krumpholz, Jean-Baptiste (1742–1790), cseh
- Kuhlau, Friedrich (1786–1832)
- Kuhnau, Johann(wd) (1660–1722)
- Kurtág György (1926–)

## L
- Josef Labor(wd) (1842–1924)[95]
- Helmut Lachenmann (1935–)
- Franz Lachner (1803–1890), teljes néven Franz Paul Lachner
- Ignaz Lachner (1807–1895)
- Paul Ladmirault(wd) (1877–1944)
- Denis Ballière de Laisement(wd) (1729–1800),[96] teljes néven Charles-Louis-Denis Baillière de Laisement
- Lajos Ferdinánd porosz herceg(wd) (1772–1806), németül Prinz Louis Ferdinand von Preußen vagy Friedrich Ludwig Christian von Preußen
- Lajtha László (1892–1963)
- Michel-Richard de Lalande(wd) (1657–1726), vagy Delalande
- Édouard Lalo (1823–1892), teljes néven Édouard-Victoire-Antoine Lalo
- Camillo Lambardi (~1560/64–1634)[97]
- Adam Lambert (1982–)
- Charles Lucien Lambert(wd) (1828–1896), vagy Lucien Lambert, Sr.
- Michel Lambert(wd) (1610–1696)
- Thierry Lancino(wd) (1954–)
- Stefano Landi(wd) (1587–1639)
- Francesco Landini (~1325/35–1397), vagy Francesco Landino, degli Organi, il Cieco, da Firenze
- Mathieu Lanes(wd) (1660–1725)
- Daniël de Lange (1841–1918)
- Samuel de Lange(wd) (1840–1911)
- Peter Erasmus Lange-Müller(wd) (1850–1926)
- Rued Langgaard(wd) (1893–1952)
- Siegfried Langgaard(wd) (1852–1914), vagy Siegfrid
- Jean Langlais(wd) (1907–1991)
- Éric Le Lann(wd) (1957–)
- August Lanner(wd) (1835–1855), vagy Augustin
- Joseph Lanner (1801–1843)
- Marcel Lanquetuit(wd) (1894–1985)
- Salvatore Lanzetti(wd) (~1710–1780)
- Raoul Laparra (1876–1943)
- Pietro Lappi(wd) (~1575–1630)
- Agustín Lara (1897–1970),[98] művésznevén El Flaco de Oro
- Patrick Larley(wd) (1951–)
- Lars-Erik Larsson(wd) (1908–1986)
- Orlande de Lassus (1532–1594), vagy Orlando di Lasso, Orlandus Lassus, Roland de Lassus
- Gaetano Latilla(wd) (1711–1788), vagy Attila, L’Attila, La Tilla
- Piero Lauria (1972–)[99]
- Calixa Lavallée (1842–1891)
- izsépfalvi Lavotta János (1764–1820)
- William Lawes(wd) (1602–1645)
- Sylvio Lazzari(wd) (1857–1944), eredetileg Josef Fortunat Silvester Lazzari
- Nicolas Lebègue(wd) (1631–1702),[100] vagy Le Bègue
- Éric Lebrun(wd) (1967–)[101]
- Franziska Lebrun(wd) (1756–1791), vagy Franziska Dorothea Lebrun-Danzi
- Ludwig August Lebrun (1752–1790)[102]
- Claude Le Jeune (1528–1600), vagy Le Jeune
- Hugh Le Caine(wd) (1914–1977)
- Lechner, Leonhard(wd) (1553–1606)
- Leclair, Jean-Marie(wd) (1697–1764)
- Lefébure-Wély, Louis James Alfred(wd) (1817–1869)
- Lefèvre, Jean-Xavier(wd) (1763–1829)
- Legrenzi, Giovanni(wd) (1626–1690)
- Lehár Ferenc (1870–1948)
- Lekeu, Guillaume (1870–1894)
- Le Leu Henley, Frank(wd) (1880–?)
- Lemire, Jean-Baptiste(wd) (1867–1945)
- Leo, Leonardo (1694-1744)
- Leonarda, Isabella(wd) (1620-1704)
- Leoncavallo, Ruggero (1857–1919)
- Leoninus (1135–1201), avagy Léonin
- Leuthereau, Bernard (1955–2007)
- Leveridge, Richard(wd) (1670–1758)
- Lewis, Terry (1956-)
- Ljadov, Anatolij Konsztantinovics (1855–1914)
- Ljapunov, Szergej Mihajlovics (1859–1924)
- Ligeti György (1923–2006)
- Lioncourt, Guy de(wd) (1885–1961)
- Liszt Ferenc (1811–1886)
- Ervin Litkei (1921–2000)[103]
- Litolff, Henry(wd) (1818–1891)
- Locatelli, Giovanni Battista(wd) (1700–1775)
- Locatelli, Pietro(wd) (1695–1764)
- Lœillet, Jean-Baptiste(wd) (1680–1730), francia neve Jean-Baptiste Lœillet de Londres
- Loewe, Carl(wd) (1796–1869)
- Logroscino, Nicola Bonifacio(wd) (1698-~1764/1765)
- Lonati, Carlo Ambrogio(wd) (~1645-~1710/1715)
- Longo, Alessandro(wd) (1864-1945)
- Looten Christophe(wd) (1958–)
- López López, José Manuel(wd) (1956–)
- Lotti, Antonio(wd) (1665–1740)
- Loucheur, Raymond(wd) (1899–1979)
- Lourié, Arthur(wd) (1892–1966)
- Luchesi, Andrea(wd) (1741–1801)
- Lübeck, Vincent(wd) (1654/1665–1740)
- Ludat, Ulrich(wd) (1959–)
- Lully, Jean-Baptiste (1632–1687)
- Lutosławski, Witold (1913–1994)
- Luzzasco Luzzaschi (~1545–1607)[104]

## M
- Ma Szecung(wd) (1912–1987), avagy Ma Sicong, pinjin átírásban Mǎ Sīcōng
- Ludwik Maader (~1760–1805)[105]
- Edward MacDowell(wd) (1860–1908), teljes néven Edward Alexander MacDowell
- Sir George Alexander Macfarren(wd) (1813–1887)
- Guillaume de Machaut (~1300–1377), vagy Machaut
- Monsieur de Machy(wd) (16xx), vagy Demachy
- Ernest MacMillan(wd) (1893–1973), teljes néven Sir Ernest Alexander Campbell MacMillan
- Jean de Macque(wd) (~1548/50–1614), vagy Giovanni di Macque
- Bruno Maderna(wd) (1920–1973)
- Leevi Madetoja(wd) (1887–1947), teljes néven Leevi Antti Madetoja
- Filipe de Magalhães(wd) (~1571–1652)[106]
- Miłosz Magin(wd) (1929–1999)
- Albéric Magnard (1865–1914)
- Colette Magny (1926–1997)
- Gustav Mahler (1860–1911)
- Enrico Mainardi (1897–1976)
- Giorgio Mainerio(wd) (~1530/40–1582)
- Gian Francesco de Majo(wd) (1732–1770), becenevén Ciccio
- Jan Adam Maklakiewicz(wd) (1899–1954)
- Abdilasz Maldibajev (1906–1978)
- Ivo Malec(wd) (1925–2019)
- Witold Maliszewski (1873–1939)
- Otto Malling(wd) (1848–1915)
- Johann Michael Malzat(wd) (1749–1787), osztrák
- Mana-Zucca(wd) (1885–1981), eredetileg Gizella Zuccamanof
- Pierre de Manchicourt(wd) (~1510–1564)
- Francesco Mancini(wd) (1672–1737)
- Thomas Mancinus(wd) (~1550–1612)
- Francesco Manfredini(wd) (1684–1762)
- Nicola Manfroce(wd) (1791–1813)
- Carl Amand Mangold(wd) (1813–1889)
- Gennaro Manna (1715–1779)
- Carlo Mannelli(wd) (1640–1697)
- André Manoukian(wd) (1957–)
- Philippe Manoury(wd) (1952–)
- Marin Marais (1656–1728)
- Alessandro Marcello (1673–1747)
- Benedetto Marcello (1686–1739)
- Louis Marchand(wd) (1669–1732)
- Luca Marenzio(wd) (~1553/54–1599), vagy Marentio, Marenzi
- Alain Margoni(wd) (1934–)[107]
- José Marín(wd) (~1618/19–1699)[108]
- Biagio Marini(wd) (1594–1663)[109]
- Carlo Antonio Marino(wd) (~1671–1717), vagy Marini
- Gino Marinuzzi(wd) (1882–1945)
- Anna Marly (1917–2006)
- McPhee, Colin(wd) (1901–1964), kanadai
- Mariotte, Antoine(wd) (1875–1944)
- Marpurg, Friedrich Wilhelm(wd) (1718–1795)
- Martin, Frank (1890–1974), svájci
- Martinelli, Antonio (~1702-1782)
- Martini, Giovanni Battista (1706–1784)
- Martinů, Bohuslav (1890–1959)
- Márton, István (1923-1996)
- Martucci, Giuseppe (1856–1909)
- Marx Joseph(wd) (1882–1964), osztrák
- Mascagni, Pietro (1863–1945)
- Mascitti, Michele(wd) (1664-1760)
- Massaino, Tiburtio(wd) (~1550-~1608)
- Massenet, Jules (1842–1912)
- Mather, Bruce(wd) (1939–)
- Mathieu, André(wd) (1929–1968), kanadai
- Mathieu, Rodolphe(wd) (1890–1962)
- Matteis, Nicola(wd) (~1640/1650-~1690/1695), olasz
- Mattheson, Johann (1681–1764)
- Matton, Roger(wd) (1929–2004)
- Mayr, Johann Simon (1763–1845), német
- Wilhelm Mayer (1831–1898), cseh-osztrák (wd)
- Medtner, Nyikolaj Karlovics(wd) (1880–1951)
- Étienne-Nicolas Méhul (1763–1817)[110]
- Melli, Domenico Maria (?-1609)
- Mendelssohn-Hensel, Fanny (1805–1847)
- Mendelssohn-Bartholdy, Felix (1809–1847)
- Meneghetti, Giovanni(wd) (~1730-1794)
- Mercadante, Saverio (1795-1870)
- Mercure, Pierre(wd) (1927–1966), kanadai
- Méreaux, Max(wd) (1946)
- Merkel, Gustav Adolf (1827-1885)
- Mertz, János Gáspár (1806–1856), magyar, német nevén Johann Kaspar Mertz
- Merula, Tarquinio(wd) (1594/1595–1665)
- Merulo, Claudio(wd) (1533-1604)
- Messager, André(wd) (1853–1929)
- Messiaen, Olivier (1908–1992)
- Meyerbeer, Giacomo (1791–1864)
- Mjaszkovszkij, Nyikolaj Jakovlevics (1881–1950)
- Michael, George (1963), angol
- Michel, Jean-Christian (?), kanadai
- Micus, Stephan(wd) (1953)
- Migot, Georges(wd) (1891–1976)
- Milhaud, Darius (1892–1974)
- Mingus, Charles
- Mitchell, Joni (1943)
- Mizogucsi, Hadzsime(wd) (1960-)
- Mompou, Federico(wd) (1893–1987)
- Mongrain, Erik (1980), kanadai
- Monnot, Marguerite(wd) (1903–1961)
- Monk, Thelonious (1917–1982)
- Monsigny, Pierre-Alexandre(wd) (1729–1817)
- Monte, Philippe de(wd) (1521–1603)
- Monteverdi, Claudio (1567–1643)
- Morales, Cristóbal de (1500–1553)
- Morandi, Giovanni(wd) (1777-1856)
- Morawetz, Oskar(wd) (1917-2007)
- Morel, François(wd) (1926)
- Morgan, Lee (1938-1972)
- Morin, Éric(wd) (1969-)
- Morley, Thomas(wd) (1557–1602)
- Morlacchi, Francesco(wd) (1784-1841)
- Moscheles, Ignaz (1794–1870)
- Mosto, Giovanni Battista(wd) (~1550-1596)
- Moulinié, Etienne(wd) (1600–1670)
- Moultaka, Zad(wd) (1967-)
- Moullet, Patrice(wd) (1946-)
- Moszkowski, Moritz(wd) (1854–1925)
- Mourat, Jean-Maurice(wd) (1944-)
- Mouret, Jean-Joseph(wd) (1682–1736)
- Mouton, Jean(wd) (1459–1522)
- Mozart, Leopold (1719–1787)
- Mozart, Wolfgang Amadeus (1756–1791)
- Muenz, Harald(wd) (1965-), vagy Münz
- Muffat, Georg(wd) (1653–1704)
- Murail, Tristan(wd) (1947)
- Modeszt Petrovics Muszorgszkij (1839–1881)
- Josef Mysliveček (1737–1781)[111]

## N
- François-Joseph Naderman(wd) (1781–1835)
- Nádor Gyula (1860–1889)
- Conlon Nancarrow(wd) (1912–1997), mexikói
- Giovanni Maria Nanino(wd) (~1543/44–1607), vagy Nanini
- Pietro Nardini (1722–1793)
- Camillo de Nardis(wd) (1857–1951)
- Marija Lvovna Nariskina(wd) (1766–1806)[112]
- Luis de Narváez(wd) (~1505–1549), vagy Luys de Narváez
- Jacques-Christophe Naudot(wd) (~1690–1762)
- Johann Gottlieb Naumann (1741–1801)
- Johann Nauwach(wd) (~1595–1630)[113]
- José de Nebra(wd) (1702–1768), teljes néven José Melchor Baltasar Gaspar Nebra Blasco
- Vic Nees(wd) (1936–2013)
- Oliver Nelson (1932–1975)
- Németh Amadé (1922–2001)
- Massimiliano Neri(wd) (~1618/23–1670/73), vagy Negri
- Franz Xaver Neruda(wd) (1843–1915), vagy František
- Johann Baptist Georg Neruda(wd) (~1708–1780), vagy Jan Křtitel Jiří
- Giovanni Cesare Netti (1649–1686)
- Franz Christoph Neubauer(wd) (~1760–1795)
- Sigismund von Neukomm (1778–1858)
- Melchior Neusidler(wd) (1531–1591), vagy Neusiedler, Neysidler, Newsidler
- Alfred Newman(wd) (1901–1970)
- Otto Nicolai (1810–1849), teljes néven Carl Otto Ehrenfried Nicolai
- Carl Nielsen (1865–1931)
- Ludolf Nielsen (1876–1939)
- Walter Niemann(wd) (1876–1953)
- Mitja Nikisch(wd) (1899–1936)
- John Jacob Niles(wd) (1892–1980)
- Harry Nilsson (1941–1994)
- Guillaume-Gabriel Nivers(wd) (~1632–1714)
- Giovanni Domenico da Nola(wd) (~1510/20–1592), vagy Nolla
- August Nölck(wd) (1862–1928)
- Luigi Nono (1924–1990)
- Anthoni van Noordt(wd) (~1619–1675)
- Andrew Norman(wd) (1979–)
- Ludvig Norman(wd) (1831–1885)
- Robert Normandeau(wd) (1955–)
- Christopher Norton(wd) (1953–)
- Zygmunt Noskowski(wd) (1846–1909)
- Vítězslav Novák(wd) (1870–1949)
- Julius van Nuffel(wd) (1883–1953)
- Csari Nurimov (1941–1993)[114]
- Emmanuel Nunes(wd) (1941–2012)[115]
- José Maurício Nunes Garcia(wd) (1767–1830)

## O
- Jacob Obrecht(wd) (~1457/58–1505), vagy Hobrecht
- Johannes Ockeghem (~1410/30–1497), vagy Jean de Ockeghem, Okeghem, Ogkegum, Okchem, Hocquegam, Ockegham
- Jacques Offenbach (1819–1880)
- John Kolbjørn Ofstad (1917–1996)[116]
- Domenico Dall’Oglio(wd) (~1700–1764)
- Anders Öhrwall(wd) (1932–2012)
- Per August Ölander (1824–1886)
- Mike Oldfield (1953–)
- Ole Olsen(wd) (1850–1927), norvég
- Otto Olsson(wd) (1879–1964), svéd
- Olsvai Imre (1931–2014)
- Michele Dall’Ongaro(wd) (1957–)
- George Onslow(wd) (1784–1853), teljes néven André George Louis Onslow
- Orbán György (1947–)
- Roy Orbison (1936–1988)
- Karl von Ordóñez(wd) (1734–1786), vagy Carlo, Carl d’Ordonetz, Ordonnetz, d'Ordóñez, d'Ordonez, Ordoniz
- Carl Orff (1895–1982)
- Leo Ornstein(wd) (1893–2002), eredetileg Lev Ornstejn
- Eleonora Orsini (1573–1634)[117]
- Léon Orthel(wd) (1905–1985)
- Diego Ortiz(wd) (~1510–1570)
- Marbrianus de Orto(wd) (~ 1460–1529), vagy Marbriano Dujardin
- Willy Ostijn(wd) (1913–1993), vagy William Ostyn
- Caspar Othmayr(wd) (1515–1553)
- Bernardo Ottani(wd) (1736–1827)

## P
- Luis de Pablo(wd) (1930–), teljes néven Luis de Pablo Costales
- Pabst, Pavel Augusztovics(wd) (1854–1897), vagy Paul Papbst, teljes néven Christian Georg Paul Pabst
- Antonio Maria Pacchioni(wd) (1654–1738)
- Giorgio Pacchioni(wd) (1947–)
- Johann Pachelbel (1653–1706)
- Giovanni Pacini(wd) (1796–1867)
- Fredrik Pacius (1809–1891), eredetileg Friedrich Pacius
- Ignacy Jan Paderewski (1860–1941), németül Ignaz Paderewski
- Juan Gutiérrez de Padilla(wd) (~1590–1664)
- Annibale Padovano(wd) (1527–1575)
- Ferdinando Paër (1771–1839), eredetileg Ferdinando Francisco Pär, Paer
- Giuseppe Antonio Paganelli(wd) (~1710–1764)
- Niccolò Paganini (1782–1840)
- John Knowles Paine(wd) (1839–1906)
- Jacques Paisible(wd) (~1656–1721)
- Giovanni Paisiello (1740–1816)
- Josef Páleníček(wd) (1914–1991)
- Vincenzo Palermo(wd) (1967–)
- Giovanni Pierluigi da Palestrina (1525–1594)
- Selim Gustaf Adolf Palmgren(wd) (1878–1951)
- Michael Pamer(wd) (1782–1827)
- Leonhard Päminger(wd) (1495–1567), vagy Paminger, Panninger
- Antonio Pampani(wd) (~1705–1775), vagy Pampino, Pampini
- Gaetano Panariello (1961–)[118]
- Giovanni Antonio Pandolfi Mealli(wd) (~1624/30–1669/87)
- Paolo Pandolfo(wd) (1964–)
- Anton Pann (1797–1854)
- Sir Andrzej Panufnik (1914–1991)
- Jean Papineau-Couture(wd) (1916–2000)
- Girolamo Parabosco(wd) (~1524–1557)
- Pietro Domenico Paradisi(wd) (1707–1791) vagy Pier Domenico Paradies
- Elias Parish Alvars (1808–1849)
- Charlie Parker (1920–1955)
- Hubert Parry(wd) (1848–1918), teljes néven Sir Charles Hubert Hastings Parry, 1st Baronet
- Arvo Pärt (1935–)
- Claude Pascal(wd) (1921–)
- Antonio Pasculli(wd) (1842–1924)
- Bernardo Pasquini (1637–1710)
- Pierre Passereau(wd) (fl. 1509–1547)
- Georg von Pasterwitz(wd) (1730–1803)
- Jaco Pastorius (1951–1987)
- Big John Patton(wd) (1935–2002)[119]
- Gustaf Paulson (1898–1966)[120]
- Payer András (1941–2011)
- Aleksandër Peçi (1951–)[121]
- Mogens Pedersøn(wd) (~1583–1623),[122] vagy Pedersen, Magno Petreo
- Pedrini, Teodorico (1671–1746)
- Penderecki, Krzysztof (1933)
- Pépin, Clermont(wd) (1926–2006)
- Johann Christoph Pepusch(wd) (1667–1752)
- Pergolesi, Giovanni Battista (1710–1736)
- Peri, Jacopo (1561–1633)
- Perle, George(wd) (1915-2009)
- Perotinus (1160–1220), franciásan Pérotin
- Perron, Alain (1959)
- Perusio
- Peterson, Oscar (1925)
- Peterson-Berger, Wilhelm(wd) (1867–1942)
- Petit, Pierre(wd) (1922–2000)
- Petrassi, Goffredo (1904–2003)
- Pettersson, Allan(wd) (1911–1980)
- Pfitzner, Hans(wd) (1869–1949)
- Philippe de Vitry (1291–1361)
- Piazzolla, Astor (1921–1992), argentin
- Piccinini, Alessandro(wd) (1566–1638), olasz
- Wenzel Pichl(wd) (1741–1805),[123] vagy Václav
- Pierné, Gabriel(wd) (1863–1937)
- Pietro della Valle(wd) (1586-1652), más néven „il Pellegrino”
- Pincemaille, Pierre(wd) (1956-2018)
- Pinol, Julien(wd) (1972)
- Piriou, Adolphe(wd) (1878–1964)
- Piston, Walter(wd) (1894–1976)
- Pinchard, Max(wd) (1928-2009)
- Plamondon, Yannick (1970)
- Ponchielli, Amilcare (1834–1886)
- Porpora, Nicola (1686–1768)
- Porter, Cole (1891–1964)
- Poulenc, Francis (1899–1963)
- Pousseur, Henri(wd) (1929-2009)
- Powell, Bud (1924-1966)
- Praetorius, Hieronymus(wd) (1560–1629)
- Praetorius, Michael (1571–1621)
- Prévost, André(wd) (1934), kanadai
- Prokofjev, Szergej Szergejevics (1891–1953)
- Puccini, Giacomo (1858–1924), olasz
- Purcell, Henry (1659–1695)

## Q
- Johann Joachim Quantz (1697–1773)
- Joseph Quesnel(wd) (1746–1809)
- Jean-Baptiste Quentin(wd) (~1690–1742)
- Lucia Quinciani(wd) (~1566–1611)
- Marcel Quinet(wd) (1915–1986)

## R
- Niels Otto Raasted(wd) (1888–1966)
- Charles Racquet(wd) (1597–1664)
- Horațiu Rădulescu(wd) (1942–2008)
- Joachim Raff (1822–1882), teljes néven Joseph Joachim Raff
- Angelo Ragazzi(wd) (~1680–1750)
- Rahmanyinov, Szergej Vasziljevics (1873–1943)
- Pietro Raimondi(wd) (1786–1853)
- André Raison(wd) (~1640/50–1719)
- Jean-Philippe Rameau (1683–1764)
- Bernard Rands(wd) (1934–)
- Ture Rangström(wd) (1884–1947), teljes néven Anders Johan Ture Rangström
- Ránki György (1907–1992)
- François Rasse (1873–1955)[124]
- Valentin Rathgeber(wd) (1682–1750), teljes néven Johann Valentin Rathgeber
- Hermann Raupach(wd) (1728–1778), teljes néven Hermann Friedrich Raupach
- Einojuhani Rautavaara(wd) (1928–2016)
- Maurice Ravel (1875–1937), teljes néven Joseph-Maurice Ravel
- John Rea(wd) (1944–), kanadai
- Giovanni Battista Reali(wd) (1681–1751) vagy Giovanni Reali
- Jean-Féry Rebel(wd) (1666–1747)
- Napoléon Henri Reber(wd) (1807–1880)
- Licinio Refice(wd) (1883–1954)
- Max Reger (1873–1916), teljes néven Johann Baptist Joseph Maximilian Reger
- Steve Reich (1936–)
- Anton Reicha (1770–1836), teljes néven Antoine-Joseph Reicha, Antonín Rejcha
- Joseph Reicha(wd) (1752–1795), vagy Josef Rejcha
- Johann Friedrich Reichardt (1752–1814)
- Johann Anton Reichenauer(wd) (1694–1730), vagy Antonín Reichenauer
- Johann Adam Reincken(wd) (1643–1722), vagy Jan Adams, Jean Adam, Reinken, Reinkinck, Reincke, Reinicke, Reinike
- Carl Reinecke (1824–1910)
- Carl Gottlieb Reissiger(wd) (1798–1859), vagy Karl Reißiger
- Henriette Renié(wd) (1875–1956)
- Ottorino Respighi (1879–1936)
- Julius Reubke (1834–1858)
- Esaias Reusner(wd) (1636–1679)
- Silvestre Revueltas(wd) (1899–1940)
- Ernest Reyer(wd) (1823–1909)
- Emil von Reznicek(wd) (1860–1945),[125] teljes néven Emil Nikolaus Joseph, Freiherr von Reznicek, vagy Řezníček
- Josef Rheinberger(wd) (1839–1901),[126] teljes néven Josef Gabriel Ritter von Rheinberger
- Lucas Ruiz de Ribayaz(wd) y Fonseca (~1626–1677)[127]
- Giovanni Battista Riccio(wd) (~1570–1621),[128] vagy Rizzo
- Étienne Richard(wd) (~1621–1669)
- Franz Xaver Richter(wd) (1709–1789)
- Roberday, François(wd) (1624–1680)
- Richter, Nico (1915–1945)
- Riley, Terry (1935)
- Rimszkij-Korszakov, Nyikolaj Andrejevics (1844–1908)
- Risset, Jean-Claude(wd) (1938–2016)
- Rodgers, Richard (1902–1979)
- Rodrigo, Joaquín (1901–1999)
- Johann Theodor Roemhildt(wd) (1684–1756)[129]
- Rollins, Sonny (1930)
- Rosetti, Antonio(wd) (1750–1792)
- Luigi Rossi (~1597–1653)[130]
- De Rossi Re, Fabrizio(wd) (1960)
- Rossini, Gioachino (1792–1868)
- Roszlavec, Nyikolaj Andrejevics(wd) (1881–1944)
- Rousseau, Frederick(wd) (1958)
- Roussel, Albert (1869–1937)
- Royer, Pancrace(wd) (1705–1755)
- Rubbra, Edmund(wd) (1901–1986)
- Rubinstein, Anton (1829–1884)
- La Rue, Pierre de(wd) (1460–1518)
- Ruzicka, Peter(wd) (1948)
- Rzewski, Frederic (1938)

## S
- Nicola Sabini (~1675–1705),[131] vagy Sabino
- Antonio Sacchini (1734–1786), teljes néven Antonio Maria Gasparo Sacchini
- Hans Sachs (1494–1576)
- Harald Sæverud(wd) (1897–1992), teljes néven Harald Sigurd Johan Sæverud
- Joseph Bologne de Saint-George(wd) (1745–1799), teljes néven Joseph Bologne, Chevalier de Saint-Georges
- Jacques de Saint-Luc(wd) (1616–1708)
- Camille Saint-Saëns (1835–1921), teljes néven Charles-Camille Saint-Saëns
- Jean de Sainte-Colombe(wd) (~1640–1700), vagy Monsieur de Sainte-Colombe
- Esteban Salas y Castro(wd) (1725–1803), vagy Esteban Salas vagy Esteban Salas Montes de Oca
- Antonio de Salazar(wd) (~1650–1715), mexikói
- Antonio Salieri (1750–1825)
- Aulis Sallinen(wd) (1935–)
- Paolo Salulini (1709–1780)[132]
- Giovanni Salvatore(wd) (~1611/20–1688)
- Giovanni Salviucci(wd) (1907–1937)
- José Eulalio Samayoa(wd) (~1781–1866)
- Gustave Samazeuilh(wd) (1877–1967)
- Giovanni Battista Sammartini (~1700/01–1775)
- Giuseppe Sammartini (1695–1750), teljes néven Giuseppe Baldassare Sammartini, vagy Gioseffo, San Martini, San Martino
- Pierre Sancan(wd) (1916–2008)
- Giovanni Felice Sances(wd) (~1600–1679), vagy Sancies, Sanci, Sanes, Sanchez
- Pier Giuseppe Sandoni(wd) (1685–1748), vagy Pietro
- Pierre Sandrin(wd) (~1490–1561), eredetileg Regnault
- Antonio de Santa Cruz(wd) (17xx)
- Aniello Santangelo (fl. 1737–1771)[133]
- José Joaquim dos Santos(wd) (1747–1801)
- Gaspar Sanz (1640–1710), eredetileg Francisco Bartolomé Sanz Celma
- Adrian Grigorjevics Saposnyikov (1888–1967)
- Pablo de Sarasate (1844–1908), teljes néven Pablo Martín Melitón de Sarasate y Navascués
- Domenico Sarro(wd) (1679–1744), vagy Domenico Natale Sarri
- Giuseppe Sarti (1729–1802)
- Antonio Sartorio(wd) (1630–1680)
- Thomas Sartorius (1577–1637)[134]
- Sáry László (1940–)
- Erik Satie (1866–1925)
- Henri Sauguet(wd) (1901–1989)
- Marian Sawa(wd) (1937–2005)
- Ahmed Adnan Saygun (1907–1991)
- Lambert de Sayve(wd) (~1548/49–1614), vagy Saive, Seave
- Rosario Scalero(wd) (1870–1954)
- Antonio Scandello(wd) (1517–1580)[135]
- Giuseppe Scarani (fl. 1628–1641)[136]
- Alessandro Scarlatti (1660–1725)[137]
- Domenico Scarlatti (1685–1757)[138]
- Francesco Scarlatti (1666–1741)
- Scelsi, Giacinto(wd) (1905–1988)
- Schaeffer, Pierre(wd) (1910–1995)
- Schafer, R. Murray(wd) (1933)
- Scheidt, Samuel (1587–1654)
- Schein, Johann Hermann (1586–1630)
- Schickele, Peter(wd) (1935), alias (P. D. Q. Bach)
- Schmidt, Franz (1874–1939)
- Schmitt, Florent(wd) (1870–1958)
- Schnittke, Alfred(wd) (1934–1998)
- Schönberg, Arnold (1874–1951)
- Schreker, Franz (1878–1934)
- Schubert, Franz (1797–1828)
- Schulhoff, Erwin(wd) (1894–1942)
- Schuller, Gunther(wd) (1925)
- Schuman, William(wd) (1910), amerikai
- Schumann, Clara (1819–1896), vagy Clara Wieck-Schumann
- Schumann, Robert (1810–1856)
- Schütz, Heinrich (1585–1672)
- Seixas, Carlos(wd) (1704–1742)
- Seiber Mátyás (1905-1960)
- Giacomo Sellitto(wd) (1701–1763)[139]
- Senfl, Ludwig(wd) (1486–1542)
- Senny, Édouard(wd) (1923–1980)
- Serini, Giovanni Battista (~1710 - ?)
- Sermisy, Claudin de(wd) (1490–1562)
- Shemer, Naomi(wd) (1931–2004)
- Shirō, Sagisu(wd) (1957-)
- Shorter, Wayne (1933-)
- Sibelius, Jean (1865–1957)
- Signorile, James(wd) (1952)
- Sinding, Christian (1856–1941)
- Silver, Horace (1928–2014)
- Simon, Paul (1941)
- Sisask, Urmas(wd) (1960–2022)
- Sivori, Camillo(wd) (1815-1894)
- Smetana, Bedřich (1824–1884)
- Smith, Jimmy (1925-2005)
- Smolka, Martin(wd) (1959)
- Soler, Padre Antonio(wd) (1729–1783)
- Somers, Harry(wd) (1925)
- Sor, Fernando (1778–1839)
- Sosztakovics, Dmitrij Dmitrijevics (1906–1975), orosz
- Sorabji, Kaikhosru Shapurji(wd) (1892–1988)
- Spohr, Louis (1784–1859)
- Stamitz, Anton(wd) (1754–k. 1798/1809)
- Stamitz, Carl vagy Karl (1745–1801)
- Stamitz, Johann (1717–1757)
- Stanford, Charles Villiers(wd) (1852–1924)
- Stehman, Jacques(wd) (1912-1975)
- Stockhausen, Karlheinz (1928-)
- Strauss, Johann, id. (1804–1849)
- Strauss, Johann, ifj. (1825–1899)
- Strauss, Josef (1827–1870)
- Strauss Franz(wd) (1822–1905)
- Strauss, Richard (1864–1949)
- Stravinski, Igor (1882–1971)
- Strayhorn, Billy(wd) (1925-1967)
- id. Striggio, Alessandro (1540-1592)
- Sturzenegger Christophe(wd) (*1976)
- Suk, Josef (1874–1935)
- Sullivan, Arthur (1842–1900)
- Sumera, Lepo (1950–2000)
- Suppé, Franz von (1819–1895)
- Sweelinck, Jan Pieterszoon (1562–1621)

## Sz
- Szirmai Albert (1880–1967)
- Szkrjabin, Alekszandr Nyikolajevics (1872–1915)
- Szymanowski, Karol (1882–1937)

## T
- Germaine Tailleferre (1892–1983)
- Takács Jenő (1902–2005)
- Takada Midori(wd) (1951–)
- Takemicu Tóru (1930–1996), angolul Toru Takemitsu
- Otar Taktakisvili(wd) (1924–1989)
- Tallér Zsófia (1970–)
- Thomas Tallis (~1505–1585)
- Tan Tun (1957–), pinjin átírással Tán Dùn
- Éric Tanguy(wd) (1965–)
- Tanyejev, Szergej Ivanovics (1856–1915)
- Alexandre Tansman(wd) (1897–1986), lengyel-francia
- Mikael Tariverdijev(wd) (1931–1996), örmény-szovjet zeneszerző, orosz nevén Mikajel Leonovics Tarivergyijev
- Francesc d’Assís Tàrrega i Eixea (1852–1909), spanyolul Francisco Tárrega
- Giuseppe Tartini (1692–1770)
- Bernie Taupin(wd) (1950–)
- Carl Tausig(wd) (1841–1871), vagy Karl, Karol
- John Tavener(wd) (1944–2013), teljes néven Sir John Kenneth Tavener
- John Taverner(wd) (~1490/95–1545)
- António Teixeira (~1707–1769), portugál
- Georg Michael Telemann (1748–1831)
- Georg Philipp Telemann (1681–1767)
- Ludwig-Wilhelm Tepper de Ferguson(wd) (1768–1838), vagy Lewis-William Ferguson-Tepper, Tepper von Ferguson
- Terrasse, Claude(wd) (1867–1923)
- Tertre, Étienne du(wd) (15xx), vagy Estienne du Tertre
- Tessarini, Carlo(wd) (~1690–1766), teljes néven Carlo Tessarini da Rimini
- Thalberg, Sigismund(wd) (1812–1871), vagy Sigismond
- Theaker, Daniel(wd) (1967–)
- Theile, Johann(wd) (1646–1724)
- I. Theobald navarrai király (1201–1253), franciául Thibaut Ier de Navarre
- Míkisz Theodorákisz (1925–2021)
- Maurice Thiriet (1906–1972)
- Virgil Thomson(wd) (1896–1989)
- Ludwig Thuille (1861–1907)
- Tihanyi László (1956–)
- Tillai Aurél (1930–)
- Edgar Tinel(wd) (1854–1912)
- Sir Michael Tippett (1905–1998)
- Tiszai Péter (1973–)[140]
- Rudolf Tobias(wd) (1873–1918), észt
- Karl Joseph Toeschi(wd) (1731–1788),[141] vagy Carlo Giuseppe
- Václav Tomášek(wd) (1774–1850)[142]
- Aloisio Luigi Tomasini (1741–1808)[143]
- Fernand de La Tombelle(wd) (1854–1928)
- Top, Damien(wd) (1963)
- Tóth Péter (1965, Budapest)
- Torelli, Giuseppe (1658–1709)
- Tournemire, Charles (1870–1939)
- Tremblay, Gilles (1932-2017), kanadai
- Tremblay, Marc(wd) (1960-), kanadai
- Tubin, Eduard(wd) (1905–1982), észt
- Tukiçi, David(wd) (1956-), albán

## U
- Marco Uccellini(wd) (~1603/10–1680)
- Udvardy László (1927–)[144]
- Eva Ugalde (1973–)[145]
- Joseph Umstatt(wd) (1711–1762)
- Francesco Antonio Urio(wd) (~1631/32–1719)
- Anton Urspruch(wd) (1850–1907)
- Leslie Uyeda (1953–)[146]

## V

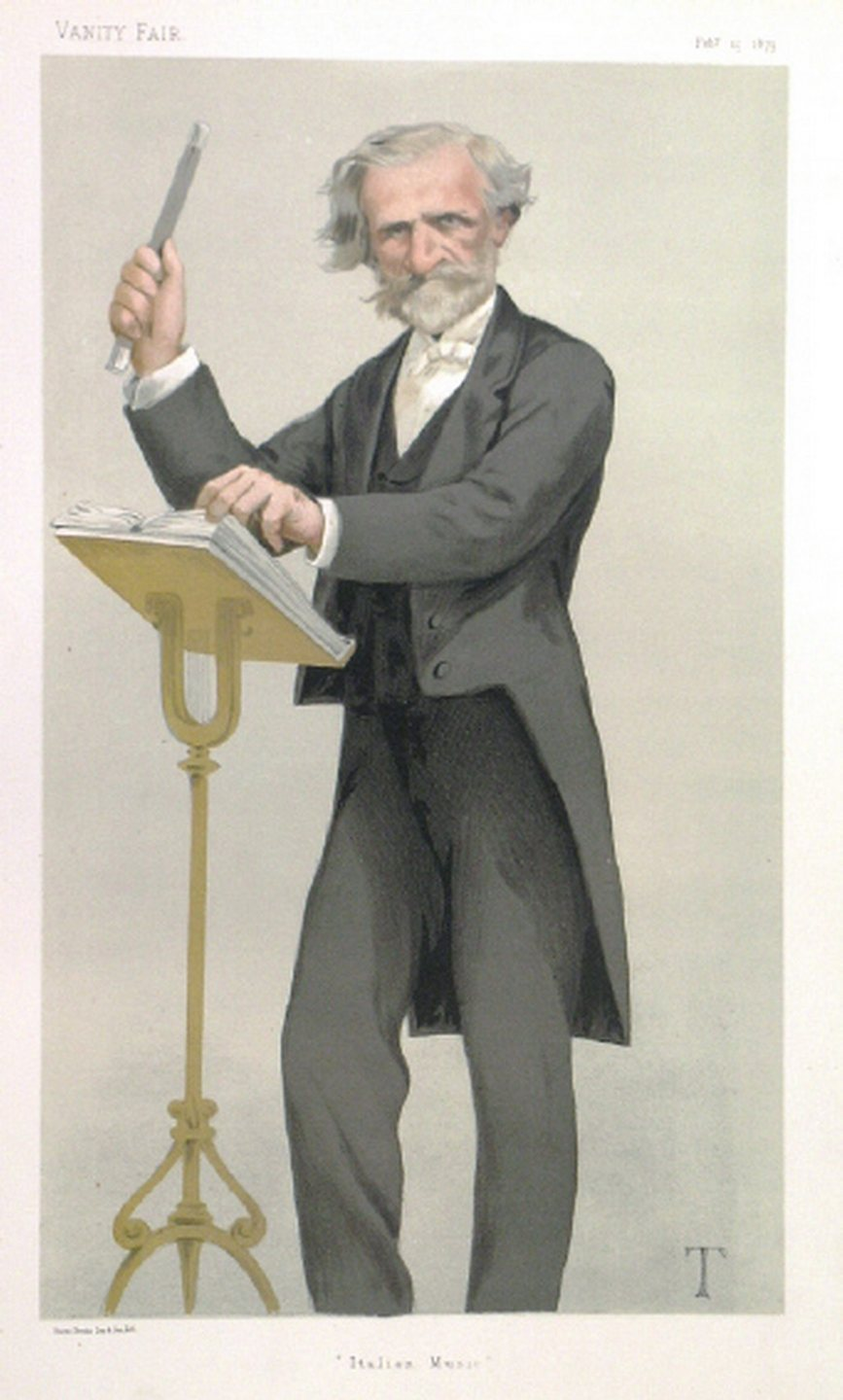
Verdi 1879-ben, a Vanity Fair címlapján

- Nicola Vaccai(wd) (1790–1848), vagy Vaccaj
- Raymond Vaillant(wd) (1935–2006)
- Vajda János (1949–)
- André Valadão (1978–)
- Enríquez de Valderrábano(wd) (~1500–1557)
- Jiří Válek(wd) (1923–2005)
- Antonio Valente(wd) (~1520–1601)
- Robert Valentine(wd) (~1671–1747), vagy Roberto Valentini, Valentino
- Giovanni Valentini(wd) (~1582–1649)
- Giovanni Valentini(wd) (~1750–1804)
- Giuseppe Valentini(wd) (1681–1753), becenevén Straccioncino
- Gaetano Valeri (1760–1822)
- Giuseppe Vallaperti (1756–1814)[147]
- Jean Vallerand(wd) (1915–1994)
- Nicolas Vallet(wd) (~1583–1642), vagy Nicholas, Nicolaes
- Francesco Antonio Vallotti (1697–1780)
- Francesc Valls(wd) (~1665/71–1747), teljes néven Francesc Valls i Galan, spanyolul Francisco Valls
- Johann Baptist Vanhal(wd) (1739–1813), vagy Wanhal, Waṅhal, Wanhall, van Hall, Jan Křtitel Vaňhal
- Elia Vannini da Medicina (1644–1709)[148]
- José de Vaquedano(wd) (1642–1711)
- Edgard Varèse (1883–1965), teljes néven Edgar Victor Achille Charles Varèse
- Pēteris Vasks(wd) (1946–)
- Vass Lajos (1927–1992)
- Paolino Vassallo (1856–1923)[149]
- Vasziljenko, Szergej Nyikiforovics(wd) (1872–1956)
- Ralph Vaughan Williams (1872–1958)
- Vavilov, Vlagyimir Fjodorovics (1925–1973)
- John Veale(wd) (1922–2006)
- Orazio Vecchi(wd) (1550–1605)
- böröllői és izsákfai Vecsey Ferenc (1893–1935), németül Franz von Vecsey
- Pavel Josef Vejvanovský(wd) (~1633/39–1693)
- Gaetano Veneziano(wd) (1665–1716)
- Girolamo Venier(wd) (1650–1735)
- Vent, Jan Nepomuk(wd) (1745–1801), vagy Johann Nepomuk Wendt
- Ivo de Vento(wd) (~1543/45–1575), flamand
- Francesco Venturini(wd) (~1675–1745)
- Antonio Veracini(wd) (1659–1733)
- Francesco Maria Veracini (1690–1768)
- Carl Verbraeken(wd) (1950–)
- Philippe Verdelot(wd) (~1480/85–1530/32), vagy Verdelotto
- Giuseppe Verdi (1813–1901)
- Veress Sándor (1907–1992)[150]
- Hermann Vergeiner (1859–1900)[151]
- Johannes Verhulst(wd) (1816–1891)[152]
- Matthijs Vermeulen(wd) (1888–1967)[153]
- Vézina, Joseph(wd) (1849–1924)
- Victoria, Tomás Luis de (1548–1611)
- Vierne, Louis (1870–1937)
- Vieuxtemps, Henri(wd) (1820–1881)
- Vig, Tommy (1938)
- Villa-Lobos, Heitor (1887–1959)
- Vinci, Leonardo (1690–1730)
- Viotti, Giovanni Battista(wd) (1755–1824)
- Visconti, Gasparo(wd) (1683–~1713)
- de Visée, Robert(wd) (1658–1725), francia
- Visnyegradszkij, Ivan Alekszandrovics(wd) (1893–1979)
- Vitali, Giovanni Battista(wd) (1632–1692)
- Vitali, Tomaso Antonio(wd) (1663–1745)
- Vitry, Philippe de (1291–1361)
- Vitzthumb, Ignaz(wd) (1724–1816)
- Vivaldi, Antonio (1678–1741)
- Viviani, Giovanni Buonaventura(wd) (1638–1692)
- Vivier, Claude(wd) (1948]]–1983)
- Roman Vlad(wd) (1919–2013)[154]
- Vranický Pavel(wd) vagy Paul Wranitzky (1756–1808)

## W

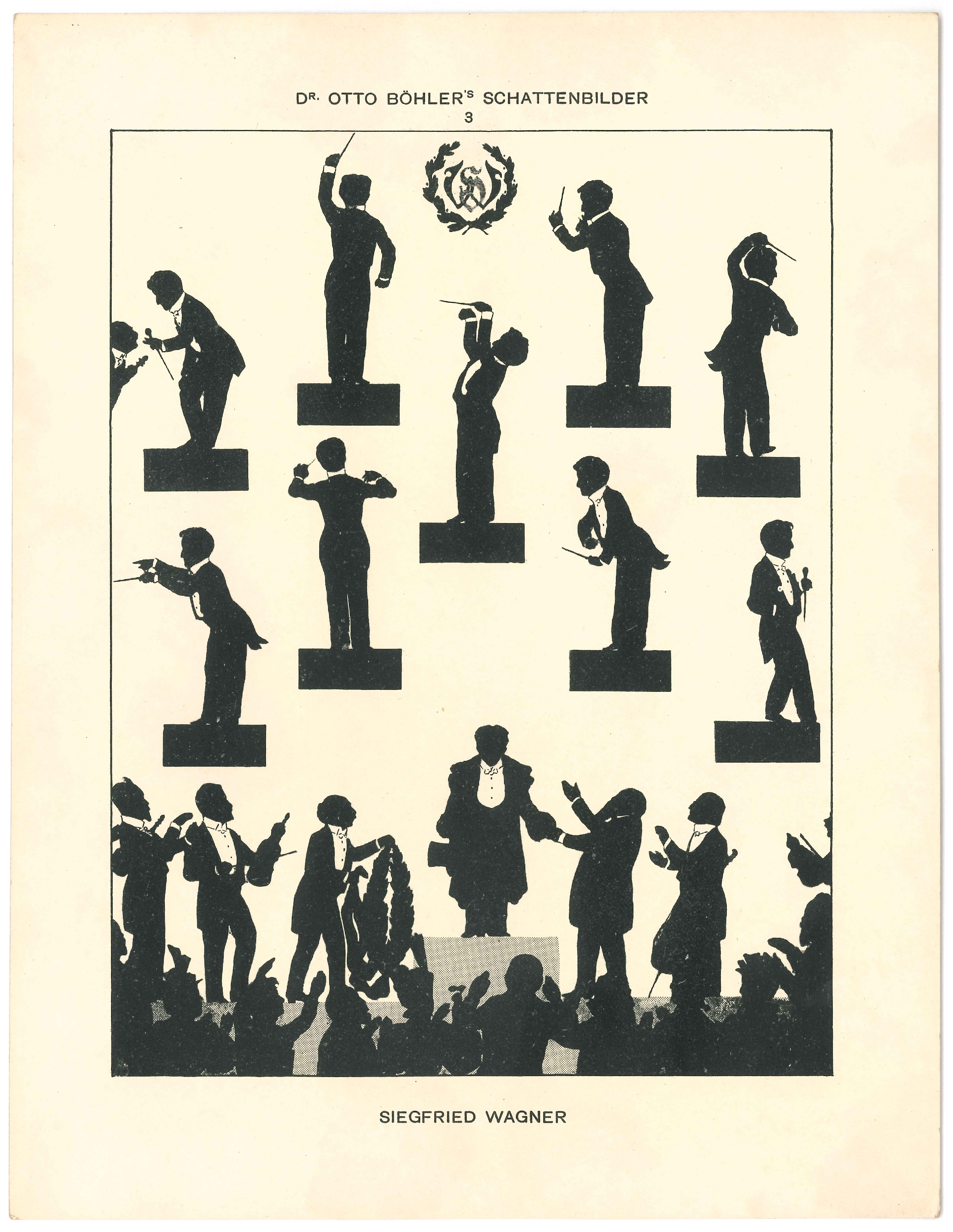
Siegfried Wagner vezényel

- Hendrik Waelput(wd) (1845–1885), teljes néven Philippe Henri Pierre Jean-Baptiste Waelput
- Johan Wagenaar (1862–1941)
- Georg Christoph Wagenseil (1715–1777)
- Richard Wagner (1813–1883), teljes néven Wilhelm Richard Wagner
- Siegfried Wagner (1869–1930), teljes néven Siegfried Helferich Richard Wagner
- Rudolf Wagner-Régeny (1903–1969)
- Rufus Wainwright (1973–), teljes néven Rufus McGarrigle Wainwright
- Émile Waldteufel (1837–1915), eredetileg Charles Émile Lévy
- Stewart Wallace(wd) (1960–)
- August Walter(wd) (1821–1896)
- Johann Walter(wd) (1496–1570), vagy Johannes Walther, eredetileg Johann Blankenmüller
- Johann Gottfried Walther (1684–1748)
- Johann Jakob Walther (1650–1717)
- William Walton (1902–1983), teljes néven Sir William Turner Walton
- John Ward(wd) (~1571/90–1638)
- Peter Warlock(wd) (1894–1930), eredetileg Philip Arnold Heseltine
- Diane Warren(wd) (1956–)
- Henryk Wars(wd) (1902–1977), eredetileg Warszawski, Warszowski
- Unico Wilhelm van Wassenaer(wd) (1692–1766), teljes néven Unico Wilhelm rijksgraaf van Wassenaer Obdam
- Samuel Webbe(wd) (1740–1816)
- Carl Maria von Weber (1786–1826)
- Joseph Miroslav Weber(wd) (1854–1906), vagy Josef
- Anton Webern (1883–1945)
- Matthias Weckmann(wd) (~1616–1674), vagy Weckman
- Thomas Weelkes(wd) (~1575/76–1623)
- Gaspar van Weerbeke(wd) (~1445–1516)
- Romanus Weichlein(wd) (~1652–1706), eredetileg Andreas Franz Weichlein
- Joseph Weigl (1766–1846)
- Karl Weigl(wd) (1881–1949)
- Kurt Weill (1900–1950)
- Weiner Leó (1885–1960)
- Felix Weingartner (1863–1942), teljes néven Paul Felix von Weingartner
- Judith Weir(wd) (1954–)
- Hugo Weisgall(wd) (1912–1997)
- Julius Weismann(wd) (1879–1950)
- Silvius Leopold Weiss(wd) (1687–1750), vagy Sylvius, Silvyus
- Egon Wellesz(wd) (1885–1974)
- Johann Baptist Wendling(wd) (1723–1797)
- Werner Alajos (1905–1978)[155]
- Gregor Joseph Werner (1693–1766)[156]
- Charles Wesley(wd) (1757–1834)[157]
- Samuel Wesley(wd) (1766–1837)
- Samuel Sebastian Wesley (1810–1876)[158]
- Peter Westergaard(wd) (1931–)
- Whitacre, Eric(wd) (1970–)
- Whitbourn, James (1963–)
- Widor, Charles-Marie (1844–1937)
- Wieniawski, Henryk (1835–1880)
- Willaert, Adrian (1490–1562)
- Williams, John (1932–)
- Wilms, Johann Wilhelm(wd) (1772–1847)
- Wilson, Brian (1942–)
- Winter, John (1940–2014)
- Wold, Erling(wd) (1958–)
- Wolf, Hugo (1860–1903)
- Wolf-Ferrari, Ermanno(wd) (1876–1948)
- Wolkenstein, Oswald von(wd) (1377–1465)
- Wollett, Henri(wd) (1864–1936)
- Wonder, Stevie (1950–)
- Wuorinen, Charles(wd) (1938–)
- Würtzler Arisztid (1925–1997)

## X
- Jánnisz Xenákisz (1922–2001), Iannis Xenakis
- Antonio Ximénez (1751–1826)[159]
- Fabián Ximeno (1595–1654),[160] teljes néven Fabián Ximeno Pérez

## Y
- Narciso Yepes (1927–1997)
- Michèl Yost (1754–1786)
- La Monte Young(wd) (1935–), teljes néven La Monte Thornton Young
- Victor Young(wd) (1900–1956)
- Eugène Ysaÿe (1858–1931), teljes néven Eugène-Auguste Ysaÿe
- Théo Ysaÿe(wd) (1865–1918), teljes néven Théophile Ysaÿe
- Isang Yun(wd) (1917–1995), vagy Yun I-sang

## Z
- Záborszky József (1918–2015)

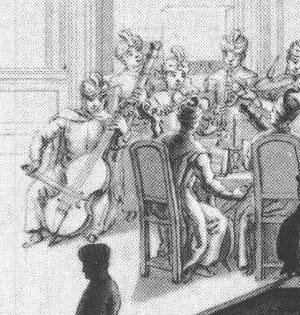
Jan Dismas Zelenka csellózik

- Friedrich Wilhelm Zachow(wd) (1663–1712), vagy Zachau
- Mario Zafred(wd) (1922–1987)
- Ivan Zajc (1832–1914), teljes néven Ivan Dragutin Stjepan pl. Zajc
- Johan David Zander(wd) (1752–1796)
- Gasparo Zanetti(wd) (~1600–1660)
- Andrea Zani(wd) (1696–1757), teljes néven Andrea Teodoro Zani
- Uberto Zanolli(wd) (1917–1994)
- Frank Zappa (1940–1993)
- Gioseffo Zarlino(wd) (1517–1590)
- Lorenzo Zavateri(wd) (1690–1764), teljes néven Lorenzo Gaetano Zavateri
- Jan Dismas Zelenka (1679–1745), eredetileg Jan Lukáš Zelenka
- Ferdinand Zellbell(wd) (1689–1765), teljes néven Ferdinand Zellbell den äldre
- Carl Friedrich Zelter(wd) (1758–1832)
- Alexander von Zemlinsky (1871–1942)
- Benigno Zerafa(wd) (1726–1804)
- Zerkovitz Béla (1881–1948)
- Juan García de Zéspedes(wd) (~1619–1678), vagy de Céspedes
- Marc’Antonio Ziani(wd) (~1653–1715)
- Pietro Andrea Ziani(wd) (1616–1684)
- Carl Michael Ziehrer(wd) (1843–1922), vagy Karl
- Mikołaj Zieleński(wd) (~1560–1620)[161]
- Michał Zieliński (1965–)[162]
- Arvīds Žilinskis(wd) (1905–1993)
- Hans Zimmer (1957–)
- Anton Zimmermann(wd) (1741–1781)
- Bernd Alois Zimmermann(wd) (1918–1970)
- Niccolò Antonio Zingarelli(wd) (1752–1837), vagy Nicola
- Domenico Zipoli(wd) (1688–1726)
- Annibale Zoilo(wd) (1537–1592)
- Carlo Zuccari(wd) (1703–1792)
- Francesco Maria Zuccari(wd) (1694–1788)
- Johann Rudolf Zumsteeg(wd) (1760–1802)
- Inon Zur (1965–)
- Bernard Zweers (1854–1924)
- Ellen Taaffe Zwilich(wd) (1939–)